# Love Is All Around (Zucchero Fornaciari)
Love Is All Around è un singolo del cantautore italiano Zucchero Fornaciari, pubblicato il 25 gennaio 2013 come secondo estratto dal dodicesimo album in studio La sesión cubana.

## Descrizione
Presentato in ambito internazionale come Love Is All Around (Still), il brano ha un testo, co-scritto dal paroliere Pasquale Panella, in cui l'assonanza tra l'espressione italiana "l'ho visto" e quella inglese "love is" crea un gioco di parole che si ripete nelle strofe. 
I riferimenti alle "macerie" e alle "rovine" riprendono i concetti già espressi nella canzone Il suono della domenica, assumendo un nuovo significato, associabile sia al terremoto dell'Emilia del 2012 sia al decadentismo di L'Avana, in cui si mescolano rovina, raffinatezza e mistero.

## Video musicale
Il videoclip, presentato sul sito ufficiale del Corriere della Sera e TGcom24, è stato interamente girato a L'Avana.
- Love Is All Around, su YouTube.

## Tracce
1. Love Is All Around – 4:05 (testo: Zucchero, Pasquale Panella – musica: Zucchero)

## Classifiche
| Classifica (2013)         | Posizione massima |
| ------------------------- | ----------------- |
| Polonia                   | 48                |
| Italia (airplay)          | 17                |
| Italia (airplay italiana) | 5                 |
| Europa                    | 109               |

### Classifiche di fine anno
| Classifica (2013)         | Posizione |
| ------------------------- | --------- |
| Italia (airplay italiana) | 48        |